# Río Ros
El río Ros' (en ucraniano: Рось) es un río de  Ucrania, un afluente por la derecha del río Dniéper. Tiene una longitud de 346 km y una cuenca hidrográfica de 12 575 km². 
El río Ros' tiene su fuente en el pueblo de Ordyntsi en el raión de Pogrebýschenski, óblast de Vínnitsa. Algunos historiadores han sugerido la posibilidad de que el nombre de la rus de Kiev, el antiguo estado eslavo oriental, pudo haberse originado a partir del nombre del río Ros', la teoría se llama teoría antinormanista del origen de la Rus.
Entre las ciudades y las localidades ubicadas a orillas del Ros' están: Pogrebysche, Volodarka, Bila Tserkva, Rokytne, Bohuslav y Korsun-Shevchénkivski